# Пасус (микрорегион)
Пасус (порт. Microrregião de Passos) — микрорегион в Бразилии, входит в штат Минас-Жерайс. Составная часть мезорегиона Юг и юго-запад штата Минас-Жерайс. Население составляет 	226 412	 человек (на 2010 год). Площадь — 	7104,746	 км². Плотность населения — 	31,87	 чел./км².

## Демография
Согласно сведениям, собранным в ходе переписи 2010 г. Национальным институтом географии и статистики (IBGE), население микрорегиона составляет:						
| Полное население                             | Полное население                             | Полное население                             | Полное население                             | 226 412 |
| -------------------------------------------- | -------------------------------------------- | -------------------------------------------- | -------------------------------------------- | ------- |
| в том числе:                                 | Городское население                          | 196 689                                      | Процент городского населения, %              | 86,87   |
|                                              | Сельское население                           | 29 723                                       | Процент сельского населения, %               | 13,13   |
|                                              | Мужское население                            | 114 103                                      | Процент мужского населения, %                | 50,40   |
|                                              | Женское население                            | 112 309                                      | Процент женского населения, %                | 49,60   |
| Плотность населения, чел/км²                 | Плотность населения, чел/км²                 | Плотность населения, чел/км²                 | Плотность населения, чел/км²                 | 31,87   |
| Население микрорегиона в % к населению штата | Население микрорегиона в % к населению штата | Население микрорегиона в % к населению штата | Население микрорегиона в % к населению штата | 1,16    |

## Статистика
- Валовой внутренний продукт на 2003 год составляет 1 907 911 334,00 реалов (данные: Бразильский институт географии и статистики).
- Валовой внутренний продукт на душу населения на 2003 год составляет 8680,29 реалов (данные: Бразильский институт географии и статистики).
- Индекс развития человеческого потенциала на 2000 год составляет 0,785 (данные: Программа развития ООН).

## Состав микрорегиона
В составе микрорегиона включены следующие муниципалитеты:
1. Алпинополис
2. Бон-Жезус-да-Пенья
3. Капетинга
4. Капитолиу
5. Кларавал
6. Касия
7. Делфинополис
8. Форталеза-ди-Минас
9. Ибираси
10. Итау-ди-Минас
11. Пасус
12. Пратаполис
13. Сан-Жозе-да-Барра
14. Сан-Жуан-Батиста-ду-Глория